# Commerce City
Commerce City är en stad (city) i Adams County, i delstaten Colorado, USA. Enligt United States Census Bureau har staden en folkmängd på 46 941 invånare (2011) och en landarea på 88,8 km².